# Cittadella di Spandau
La Cittadella di Spandau (Zitadelle Spandau) è l'unica fortezza sopravvissuta a Berlino nonché una delle più vecchie strutture presenti nella città.

## Posizione

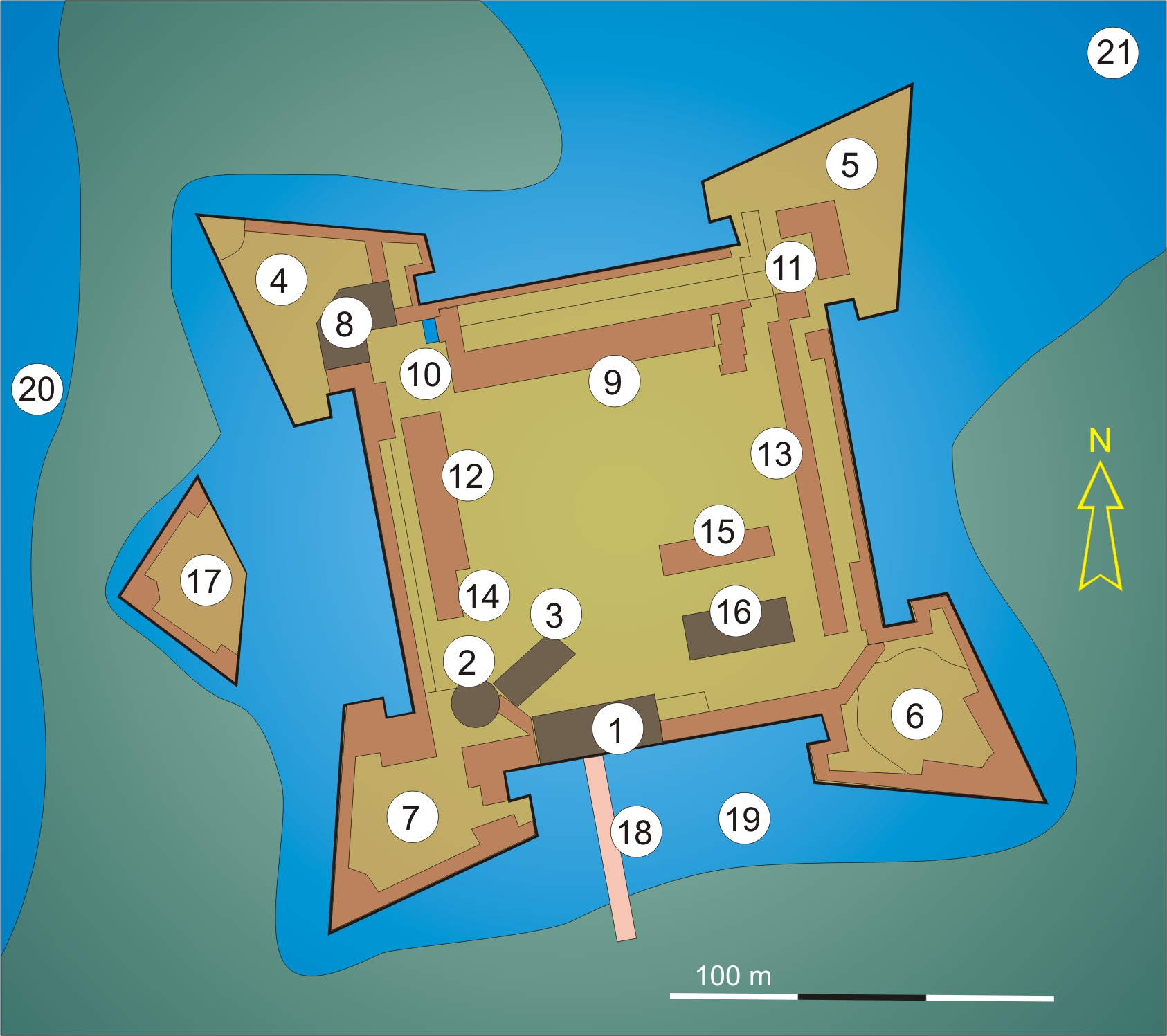
Mappa schematica - Legenda:
1-Torhaus • 2-Juliusturm • 3-Palas • 4-Bastion Kronprinz • 5-Bastion Brandenburg • 6-Bastion Königin • 7-Bastion König • 8-Kanonenturm • 9-Ehemalige Kaserne • 10-Wassertor • 11-Italienische Höfe • 12-Ehemaliges Verwaltungsgebäude • 13-Magazin • 14- Ehemaliges Offiziershaus • 15-Ehemaliger Exerzierschuppen • 16-Ehemaliges Zeughaus • 17-Vorwerk "Schweinekopf" • 18-Damm und Brücke • 19-Wassergraben • 20-Havel • 21-Spandauer See/Krienecke

La cittadella sorge alla confluenza dei fiumi Sprea ed Havel, vicino alla strada "Am Juliusturm", fondata dal popolo slavo degli Evelli. Si trova pressoché al centro del quartiere e del distretto di Spandau, e non lontana dalla città vecchia (Altstadt Spandau). La fortezza venne utilizzata occasionalmente e fino a metà dell'Ottocento come prigione; diversamente da quanto diffuso da diverse guide turistiche gli ex-gerarchi nazisti non erano detenuti nella cittadella.
I condannati al primo Processo di Norimberga a pene detentive - tra i quali particolarmente noti furono Albert Speer e Rudolf Hess - vennero reclusi nel Carcere di Spandau (1876-1987), situato nel quartiere di Wilhelmstadt, a una distanza di tre chilometri dalla cittadella.
La struttura, oltre ad avere collegamenti d'autobus, è servita anche dalla metropolitana (linea U7), alla fermata omonima Zitadelle Spandau.

## Storia

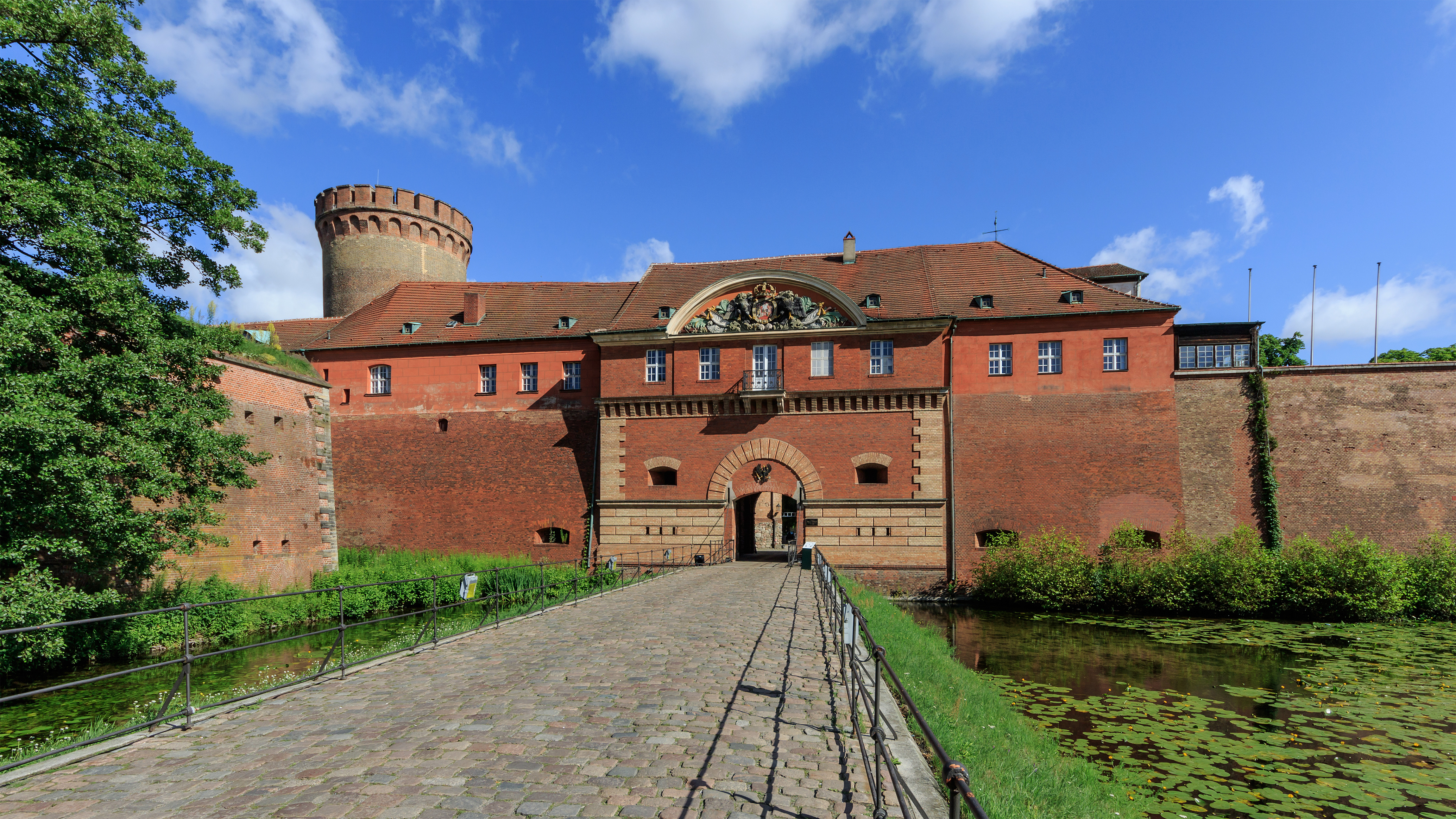
La Torhaus della Cittadella

La cittadella fu costruita come fortezza difensiva per l'allora città di Spandau, in un punto strategico. Ha un torrione a base stellata, terminato nel 1578 da Francesco Chiaramella de Gandino e Rocco Guerrini, che trae ispirazione da edifici italiani similari. Le quattro punte del bastione si chiamano "Brandeburg" (Brandeburgo), "König" (re), "Königin" (regina, che ospita un museo di storia municipale locale) e "Kronprinz" (principe della corona).
Nel XII secolo, dove ora sorge la cittadella, vi era una fortezza di cui resiste soltanto lo Juliusturm, che servì da prigione nel XIX secolo. Questi in seguito custodì il bottino di guerra che la Francia dovette pagare all'Impero tedesco dopo essere stata sconfitta nella guerra franco-prussiana del 1870-1871.
Durante la Guerra dei trent'anni (1618-1648) essa costituì una fabbrica di munizioni e, nella seconda guerra mondiale (1939-1945), un deposito di gas venefici. Negli ultimi anni è diventata un museo ed uno fra i maggiori punti di ricezione turistica di Berlino. La fortezza ospita d'inverno una colonia di circa 10.000 pipistrelli, che è possibile osservare nei sotterranei grazie a un percorso appositamente studiato. Sono presenti anche le statue sopravvissute della Siegesallee.